# 報告班長4拂曉出擊
《報告班長4拂曉出擊》是由張蜀生執導，以陸軍装甲兵為背景的軍教片，於1996年上映。由庹宗華、李興文、孫耀威、蔡小虎、屈中恆、翁虹等人主演。

## 劇情
面對即將到來的測驗，師長為了維護本師的光榮傳統，費盡苦思地訓練部隊。但碰到這些雖然有頭腦、有智慧，卻自私、自負的人，將軍中的狀況當遊戲，對長官的提示當耳邊風，嚴格的訓練只有引來一連串的抱怨。他們只關心何時退伍，團隊的榮譽與他們無關，師長們決定徹底整頓，他們碰上一個剛從官校畢業排長，一個以責任榮譽為光榮的標準軍人，使他們的日子不好過。在演襲即將到來的日子，臺海危機發生了，一波一波的壓力，使他們感受到自身生命的安危，和國家存亡關鍵在他們身上，頓時發現傳統制式教育的重。長官們的關懷也使他們了解彼此的要求，或許有些恐懼，但他們直起腰桿，激勵起鬥志，隨時準備拂曉出擊、保衛家園。

## 演員表
| 演員   | 角色   | 备注 |
| 庹宗華 | 庹宗華 | 少尉值星排長。陸軍官校正科班七十五期步兵少尉，帶兵很嚴肅，呼口號的時候班兵呼得沒精神，表示不服。上等兵李興文邀請他去打棒球他不會打。在二等兵孫耀威的教導之下，劇終的時候表示會打，而且打得很遠。 |
| 李興文 | 李興文 | 上等兵。退伍前一周因為連上幹部出公差當一週代理值星班長。上兵屈中恆的老大。手下稱他為球王。站衛兵的時候看到排長庹宗華想上樹摘芒果摘也摘不到，臨退伍前送排長庹宗華一大盒芒果。他也找二兵孫耀威麻煩，但私底下很照顧他。 |
| 孫耀威 | 孫耀威 | 二等兵。關東橋營區一七零八梯次結訓，關東橋營區第三營第一連請調這裡的。少尉排長庹宗華報到前給另外一個中尉排長讚他很優秀，下一任總司令就是他。因為他軍階為二兵還有在軍中出頭的夢想，他的弟兄都會找他麻煩。從搬坦克油桶到擦廁所到擦他的弟兄的鞋子，他什麼都肯做。出公差的時候當伙房兵，因為放米酒下鍋造成大爆炸，煮成大鍋菜。排長讚他還有在他身邊的伙房兵，叫他們準備放榮譽假。教少尉值星排長庹宗華打棒球，還打得很遠。 |
| 蔡小虎 | 蔡小虎 | 上尉連長。曾給上兵屈中恆一個警告，說如果他連上的兵看到他抽煙，他就批三天榮譽假。向排長庹宗華自我介紹的時候給他展示曾經當過這一連的長官，現在他們已經擁有了很高的軍階，而他沒有希望了。中尉步兵教官翁虹教他連上的兵唱歌時稱他們為「色狼」。 |
| 屈中恆 | 屈中恆 | 上等兵。連長操班集合的時候叫身體不適的兵出列，他是其中之一，說他有哮喘，事實上他是抽煙抽太多。連長說如果在連上有兵看到他抽煙就向連長報告，連長就批他放兩天榮譽假（三天假，要兩年之內放完）。 |
| 翁虹   | 翁虹   | 中尉步兵教官。教連上的兵唱軍歌。教完之後就和大家唱「給你一個吻」。唱的時候，上尉連長蔡小虎就稱他的兵做「色狼」。 |

## 外部連結
- 開眼電影網上《報告班長4拂曉出擊》的資料（繁體中文）